# Prêmio Luiz Gama de Direitos Humanos
O Prêmio Luiz Gama de Direitos Humanos foi instituído em 2023 pelo Governo Federal do Brasil por intermédio da Ministério dos Direitos Humanos e da Cidadania (MDHC).

## Finalidade
Trata-se de uma condecoração a ser concedida pelo MDHC a cada dois anos, durante os anos pares, que busca galardoar pessoas físicas ou jurídicas de direito privado cujos trabalhos ou ações mereçam destaque especial nas áreas de promoção e de defesa dos direitos humanos no Brasil.

## História
As origens do Prêmio Luiz Gama de Direitos Humanos estão no então Prêmio Direitos Humanos do Governo Federal do Brasil, premiação criada em 1995 durante o Governo Fernando Henrique Cardoso, segundo o qual caberia à Secretaria de Direitos Humanos da Presidência da República. Em maio de 2018, o presidente Michel Temer modificou as condições de concessão desse Prêmio, por meio do Decreto n. 9.331, de 5 de ABRIL de 2018, ao estabelecer que a periodicidade da concessão seria bienal.
Em dezembro de 2022, após perder a eleição presidencial, o então ocupante da chefia do Poder Executivo decidiu extinguir este Prêmio, criando uma condecoração honorífica chamada "Ordem do Mérito Princesa Isabel", conforme o Decreto nº 11.277, de 08 de dezembro de 2022.

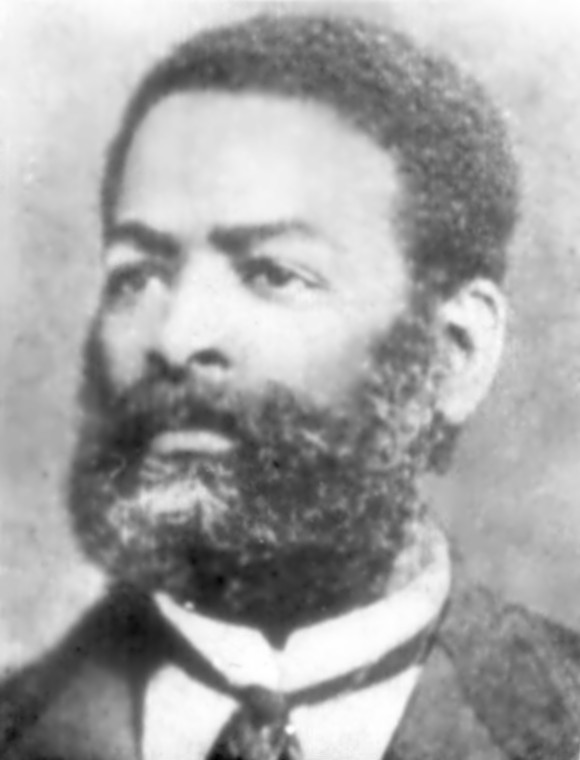
Fotografia de Luiz Gama, homenageado pela premiação, cerca de 1880.

Na época em que se deu a criação dessa condecoração por Jair Bolsonaro no final de seu governo, historiadores vinculados ao movimento negro, a exemplo de Douglas Belchior, mestre em ciências sociais pela Universidade Federal do ABC, criticaram a iniciativa do presidente derrotado nas eleições de 2022 como uma provocação, visto que a monarquia brasileira manteve o seu poder graças ao apoio dos escravocratas proprietários de terras durante todo o período em que vigorou no país, sendo que no momento em que a Lei Áurea foi assinada em 1888, somente 5% da população negra permanecia escravizada, o que mostraria o baixíssimo impacto da ação da princesa Isabel de Orleãs e Bragança em detrimento de todo o movimento abolicionista que passou o século XIX inteiro atuando para o fim da escravidão, a exemplo de José do Patrocínio, André Rebouças, Chiquinha Gonzaga, Tobias Barreto e Francisco Nascimento, o "Dragão do Mar".
Essa condecoração não chegou a ser implementada, visto que em março de 2023, ela foi revogada pelo presidente Lula da Silva por meio do Decreto n. 11.463, de 31 de março de 2023, o qual criou em seu lugar o Prêmio Luiz Gama de Direitos Humanos, premiação criada em memória ao advogado, poeta, jornalista e líder abolicionista baiano Luiz Gama que viveu no século XIX e, posteriormente, foi declarado pelo Estado Brasileiro como Patrono da Abolição da Escravidão no Brasil e teve seu nome inscrito no Livro dos Heróis da Pátria.
De acordo com a defensora pública federal Rita Cristina de Oliveira, secretária-executiva do MDHC, a mudança ocorreu pelo fato de que a historiografia contemporânea vem criticando o enaltecimento de integrantes da família real brasileira como figuras centrais do movimento abolicionista por ser uma postura equivocada e simplista que tende a ocultar pessoas negras que haviam dado sua vida pela causa da abolição da escravidão no Brasil.

## Galardoados
De acordo com o seu decreto de criação, cabe ao Ministério dos Direitos Humanos e da Cidadania a regulamentação das condições de concessão desse prêmio, inclusive as categorias que o estruturarão, de modo a torná-lo somente honorífico ou, então, de natureza mista ao mesclar as categorias honoríficas com concursos temáticos na área, condições a serem definidas por meio de portaria ministerial e demais atos pertinentes.
Os primeiros contemplados deverão ser conhecidos em 2024, conforme o disposto no referido decreto que estabelece a concessão em "anos pares".